# او-۷۶۴
زیردریایی یو-۷۶۴ (به انگلیسی: German submarine U-764) یک زیردریایی است که طول آن ۶۷٫۱ متر (۲۲۰ فوت ۲ اینچ) می‌باشد. این زیردریایی در سال ۱۹۴۳ ساخته شد.